# Гривский район
Гривский район (латыш. Grīvas rajons) — бывший административный район Латвийской ССР.

## История
Создан 31 декабря 1949 года путем объединения территорий Иллукстского уезда, Деменской волости, Медумской волости, Лауцесской волости, Салиенской волости, Силенской волости и Скрудалиенской волости. Административным центром района первоначально являлся город Грива, а после присоединения Гривы к Даугавпилсу в 1953 году им стал не входящий в состав района Даугавпилс. С 1952 по 1953 год Гривский район входил в состав Даугавпилсской области.
Ликвидирован 6 декабря 1955 года с включением в территорию Илуксткого района. На момент ликвидации Гривский район включал в себя 11 сельсоветов.